# Seewis-Pardisla

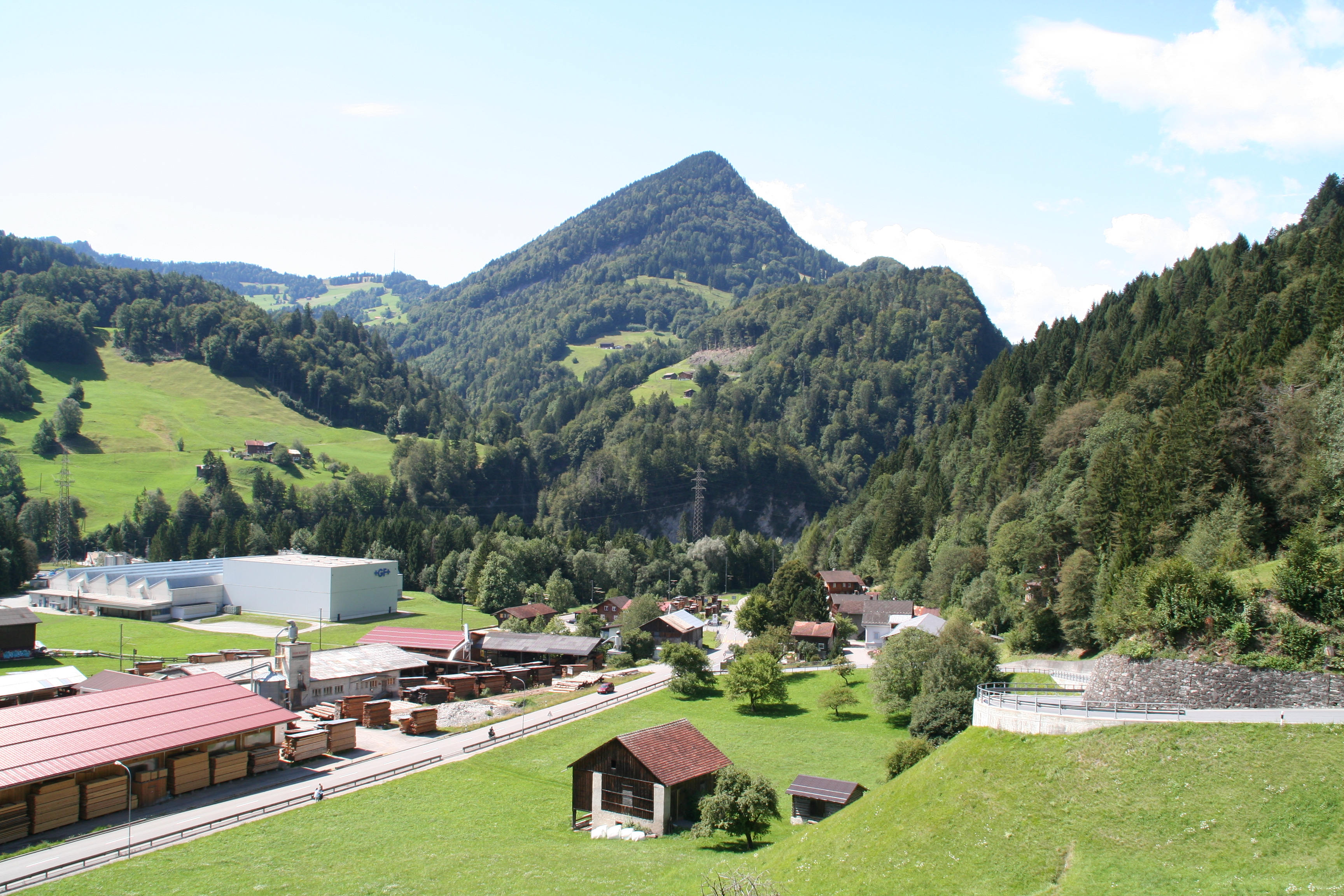
Blick zur Klus

Seewis-Pardisla ist eine Fraktion der politischen Gemeinde Seewis im Prättigau im vorderen Prättigau im Kanton Graubünden.

## Lage
Pardisla liegt auf 600 m. ü. M. direkt nach der Klus als erstes Dorf auf dem Talboden. Die Burg Solavers gehört bereits zum Ortsteil Seewis-Schmitten, in den Pardisla unmittelbar übergeht. Seewis-Pardisla grenzt an Grüsch und Landquart GR.

## Infrastruktur
In Pardisla liegt das Industrie- und Gewerbezentrum der Gemeinde Seewis im Prättigau.

## Verkehr
Pardisla liegt an der alten, 1843 erstellten Prättigauerstrasse. Die Umfahrungsstrasse wurde 1984–85 errichtet und ist mittlerweile Teil der Nationalstrasse 28.
Die Bergstrasse nach Seewis wurde 1858 erbaut und 1980–92 erheblich erweitert und modernisiert.
In Pardisla liegt die Station Seewis-Pardisla der Bahnstrecke Landquart–Davos Platz der RhB.

## Kirchen
Die reformierten Kirchgenossen erhielten 1696 eine eigene Kirche in Schmitten.
Die römisch-katholische Kirche St. Joseph wurde 1898–99 erstellt und war bis nach dem Zweiten Weltkrieg das einzige katholische Gebäude in der Diaspora des Vorderprättigaus.

## Alte Ansichten

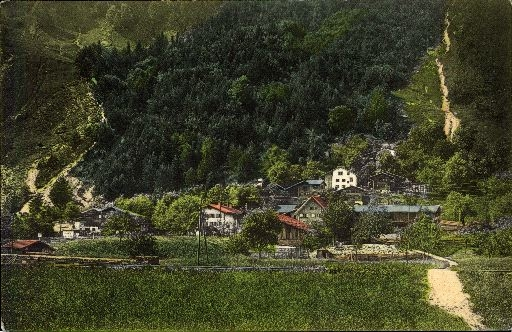
Pardisla auf einer alten Ansichtskarte
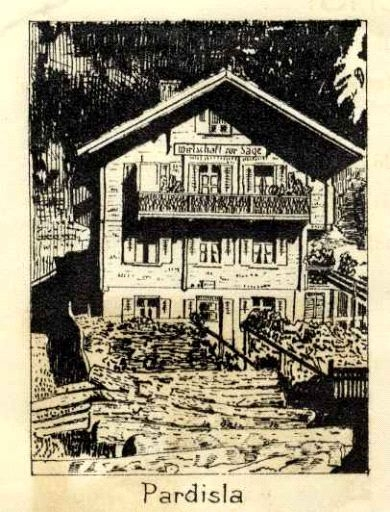
Alte Wirtschaft zur Säge, anonymes Werk von 1940
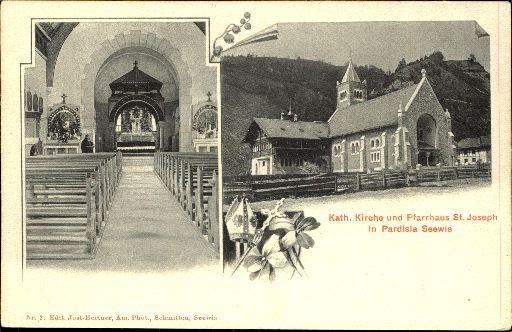
Katholische Kirche St. Joseph in Pardisla auf einer Ansichtskarte von 1900 oder früher